# Árpád Feszty
Árpád Feszty (ur. 24 grudnia 1856 w Ógyalla, zm. 1 czerwca 1914 w Lovran) – węgierski malarz.

## Życiorys
Árpád Feszty urodził się w 1856 roku w Ógyalla (obecna Słowacja) jako dziecko niemieckich osadników. W 1874 roku wyjechał do Monachium, gdzie ukończył Akademię Sztuk Pięknych. W 1881 roku rozpoczął studia na Akademii Sztuk Pięknych w Wiedniu, gdzie rozpoczął malować obrazy przedstawiające sceny związane z węgierską historią oraz religią. W 1882 roku wrócił na Węgry, gdzie stworzył dwa słynne dzieła, którymi była Golgota oraz Wypadek w kamieniołomie (węg. Bányaszerencsétlenség). W 1896 roku wraz z takimi artystami jak Ladislav Medňanský oraz Jenő Barcsay stworzył obraz Przybycie Węgrów na cześć 1000-lecia założenia państwa węgierskiego. Dzieło to znacznie ucierpiało wskutek działań zbrojnych podczas II wojny światowej. Po wojnie nie przywiązano starań, aby dokonać prac renowacyjnych. Dopiero w 1995 roku obraz został odnowiony, a następnie wystawiony w Węgierskiej Galerii Narodowej w Budapeszcie. W 1899 roku wyjechał do Włoch, gdzie zamieszkał we Florencji. W 1902 roku wrócił do kraju gdzie malował niewielkie obrazy głównie ze względu na postępującą chorobę oraz kłopoty finansowe.
Jego żoną była Róza Jókai (1861–1936), która była wnuczką aktorki Rózy Laborfalvi. Ich córka, Masa (Mária) Feszty (1895–1979) również została malarką portretów historycznych; jej portret rzeźbiarza Ede Kallósa został zakupiony przez Węgierską Galerię Narodową. Bracia Fesztego Adolf oraz Gyula byli znanymi węgierskimi architektami.
Árpád Feszty zmarł w 1914 roku w chorwackim miasteczku Lovran w wieku 58 lat.